# Ред и закон: Одељење за специјалнe жртве (25. сезона)
Двадесетпета сезона серије Ред и закон: Одељење за специјалне жртве ЦБС је наручио 10. априла 2023. Иако је првобитно планирана премијера у септембру 2023. године, премијерно је емитована од 18. јануара до 16. маја 2024. након обустава рада Савеза сценариста Америке и САГ-АФТРА 2023. Сезона ће се састојати од само 13 епизода, што је најкраћи износ у историји серије, чиме ће се надмашити рекорд који је раније држала двадесет друга сезона, а продуцирали су "Wolf Entertainment" и "Universal Television". Давид Грацијано наставља као директор серије након одласка Ворена Лајта на крају двадесет треће сезоне.
Након што се придружила глумачкој екипи у претходној сезони, Моли Барнет је напустила серију након завршнице сезоне. Дана 28. новембра 2023. најављено је да ће се Кели Гидиш вратити на премијеру сезоне након њеног одласка средином сезоне током двадесет четврте сезоне и да ће се вратити као гост у завршници.

## Улоге

### Главне
- Мариска Харгитеј као Оливија Бенсон
- Ајс Ти као Фин Тутуола
- Питер Сканавино као Доминик Кариси мл.
- Октавио Писано као Џо Веласко

### Епизодне
- Кели Гидиш као Аманда Ролинс (Епизоде 1 и 11)
- Кевин Кејн као Тери Бруно (Епизоде 1−4, 6, 8−13)

## Епизоде
| Бр. у серији | Бр. у сезони | Наслов                        | Редитељ           | Сценариста                                                       | Премијерно емитовање | Прод. код | Гледаоци у САД (милиони) |
| --- | ------------ | ----------------------------- | ----------------- | ---------------------------------------------------------------- | -------------------- | --------- | ------------------------ |
| 539 | 1            | "Тунелно слепило (1. део)"    | Ноберто Барба     | Дејвид Грацијано и Џули Мартин                                   | 18. јануар 2024.     | 2501      | 5.66                     |
| Док екипа слави рођење Ролинсиног и Карисијевог детета, још једно дете нестаје усред бела дана. |              |                               |                   |                                                                  |                      |           |                          |
| 540 | 2            | "Забрана на истину"           | Џин де Сегонзек   | Брендан Фини и Николас Еванђелиста                               | 25. јануар 2024.     | 2502      | 5.00                     |
| Док се Бенсонова удружује са ФБИ-јем на нерешеном случају, Фин и Веласко истражују пљачку флеш моба која је довела до сексуалног напада.                                                                                |              |                               |                   |                                                                  |                      |           |                          |
| 541 | 3            | "Ударни списак"               | Ноберто Барба     | Дејвид Грацијано и Габријел Валехо                               | 1. фебруар 2024.     | 2503      | 5.23                     |
| ОСЖ помаже човеку да се помири са жртвом. Бенсонова покушава да издржи породицу жртве када се трагедија догодила два пута.                                                                                              |              |                               |                   |                                                                  |                      |           |                          |
| 542 | 4            | "Пријава на дужност"          | Хуан Џ. Кампанела | Кети Доби и Кендис Санчез-Мекфарлејн                             | 8. фебруар 2024.     | 2504      | 4.82                     |
| Када је ћерка начелника Мекграта открила сексуални напад, Бенсонова мора да уравнотежи замршеност истраге са Мекгратовим наглим поступцима.                                                                             |              |                               |                   |                                                                  |                      |           |                          |
| 543 | 5            | "Црвена област (2. део)"      | Бетани Руни       | Дејвид Грацијано и Џули Мартин                                   | 22. фебруар 2024.    | 2505      | 5.07                     |
| Загонетна порука шаље ОСЖ на нову стазу да пронађе жртву отмице Меди Флин. Бенсонова покушава да помогне савезном агенту када се случај нашао превише близу куће. Капетанка Кури покушава да се искупи Фину.            |              |                               |                   |                                                                  |                      |           |                          |
| 544 | 6            | "Рингишпил"                   | Мајкл Смит        | Брендан Фини и Мајкл Карнс                                       | 29. фебруар 2024.    | 2506      | 4.72                     |
| Да би препознао нападача жене, ОСЖ мора да пронађе тајанственог осумњиченог који циља туристе који бораве у хостелима.                                                                                                  |              |                               |                   |                                                                  |                      |           |                          |
| 545 | 7            | "Вероватноћа пропасти"        | Марта Мичел       | Дејвид Грацијано и Николас Eванђелиста                           | 14. март 2024.       | 2507      | 4.70                     |
| Када је једна жена пријавила свог мужа због поседовања дечје порнографије, случај се усложио изненадном смрћу. Бенсонова покушава да се поново повеже са жртвом коју је спасила.                                        |              |                               |                   |                                                                  |                      |           |                          |
| 546 | 8            | "Синдром трећег човека"       | Ноберто Барба     | Кети Доби и Кендис Санчез-Мекфарлејн                             | 21. март 2024.       | 2508      | 4.10                     |
| Свиреп напад на улици наводи Карисија да покрене оптужбе за злочине из мржње. Бенсонова мора да подржи сведокињу са агорафобијм који је превише уплашен да би говорио.                                                  |              |                               |                   |                                                                  |                      |           |                          |
| 547 | 9            | "Деца вукова"                 | Мариска Харгитеј  | Дејвид Грацијано и Џули Мартин                                   | 11. април 2024.      | 2509      | 4.07                     |
| Тинејџерка пронађена без свести у парку покреће истрагу о несталој особи. Бенсонова мора да помогне Нои да се помири са прошлошћу када је довео у питање порекло свог рођења.                                           |              |                               |                   |                                                                  |                      |           |                          |
| 548 | 10           | "Борба против умора (3. део)" | Мајкл Смит        | Дејвид Грацијано и Џули Мартин                                   | 18. април 2024.      | 2510      | 4.78                     |
| Екипа је на ивици док Кариси чека пресуду у случају Медине отмице. Бенсонова покушава да помогне породици Флин да се врати у нормалан живот.                                                                            |              |                               |                   |                                                                  |                      |           |                          |
| 549 | 11           | "Прва ноћ"                    | Џин де Сегонзек   | Дејвид Грацијано и Џули Мартин                                   | 2. мај 2024.         | 2511      | 4.32                     |
| Одбегла млада позива ОСЖ у помоћ на дан своје удаје. Ролинсова помаже на слободан дан. |              |                               |                   |                                                                  |                      |           |                          |
| 550 | 12           | "Селица"                      | Хуан Џ. Кампанела | Синопсис: Габријел Валехо и Грег Конталди Сценарио: Брендан Фини | 9. мај 2024.         | 2512      | 4.12                     |
| Агенткиња Сајкс се бори да се избори са годишњицом нестанка своје сестре. Бенсонова сумња да би јој нерешен случај са Менхетна могао помоћи да нађе мир.                                                                |              |                               |                   |                                                                  |                      |           |                          |
| 551 | 13           | "Дужност према нади"          | Ноберто Барба     | Дејвид Грацијано и Џули Мартин                                   | 16. мај 2024.        | 2513      | 4.14                     |
| ОСЖ тражи узорног нападача пре него што његови злочини прерасту у убиство. Фин мора да се избори са узнемираним сином осумњиченог. Кариси је под притиском да брзо затвори случај како би ублажио забринутост јавности. |              |                               |                   |                                                                  |                      |           |                          |